# Mastigonodesmus occultus
Mastigonodesmus occultus är en mångfotingart som beskrevs av Karl Wilhelm Verhoeff 1928. Mastigonodesmus occultus ingår i släktet Mastigonodesmus och familjen plattdubbelfotingar. Inga underarter finns listade i Catalogue of Life.